# Dethick, Lea and Holloway

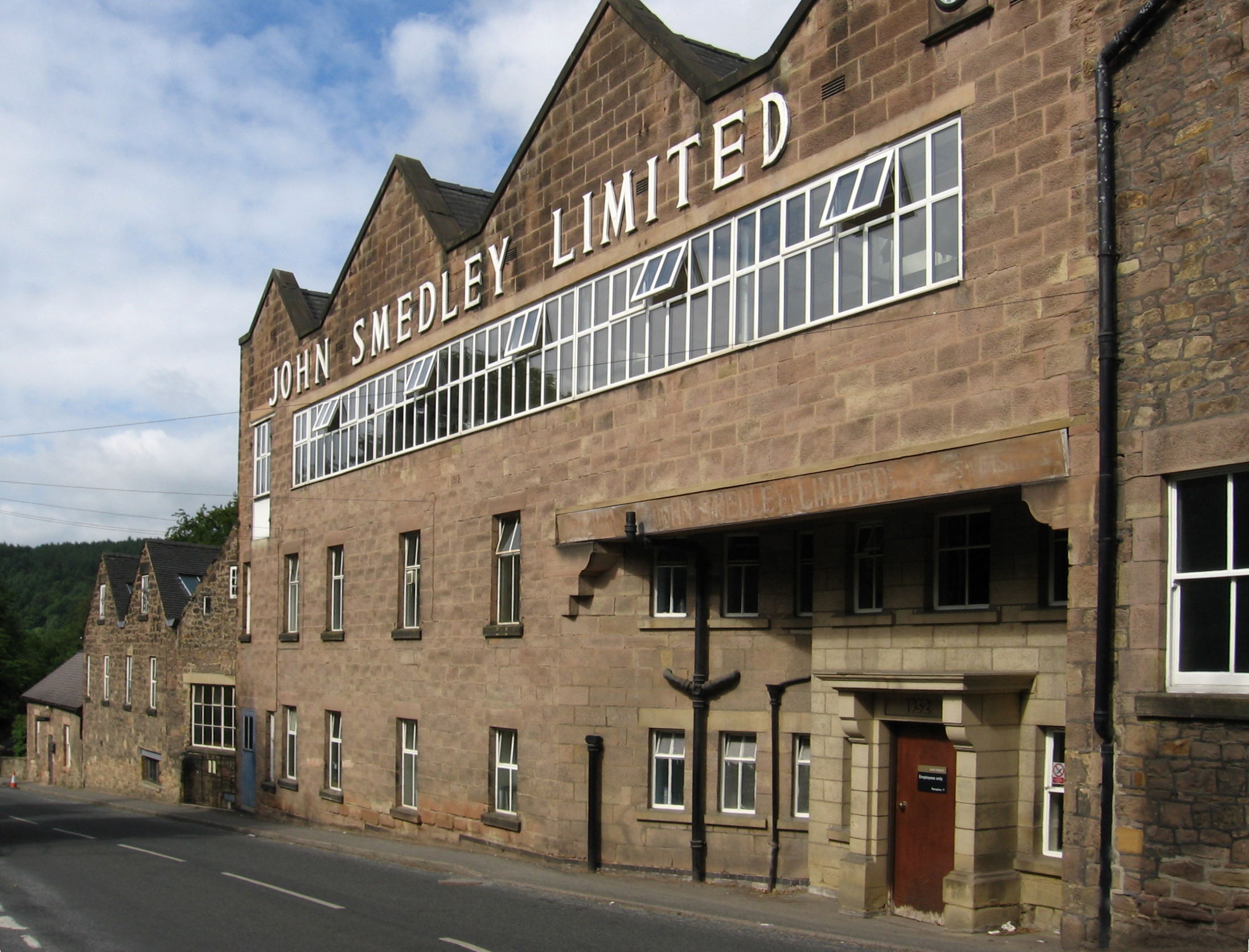
Fábrica textil de John Smedley, en Lea Bridge

Dethick, Lea and Holloway es una parroquia civil, en el distrito de Amber Valley, en el condado inglés de Derbyshire. Fue designada parroquia eclesiástica en 1999.
Los residentes más importantes del área fueron los miembros de la familia de Florence Nightingale, quienes pasaban los veranos en su residencia de Lea Hurst. Durante los años 1880, Florence Nightingale cuidó allí a su madre mientras realizaba trabajos de caridad voluntarios en las comunidades de Lea, Holloway y en la cercana villa de Whatstandwell.

## Ubicación
La parroquia está ubicada en el centro del condado de Derbyshire, al sudeste de Matlock. Como indica su nombre, está integrada por tres asentamientos principales: Dethick, Lea y Holloway. Y también por Lea Bridge, una villa de formación más reciente.
Algunas localidades cercanas son Alfreton, Belper, Matlock, Ripley, Derby y Chesterfield. Cerca de la parroquia pero sin pertenecer a ella se encuentran el museo nacional del tranvía en Crich, Cromford (con sus fábricas textiles, el canal de Cromford y la línea de ferrocarril Cromford and High Peak), Matlock Bath y el Matlock Garden Centre.
Una línea de buses (140/141/142) pasa cada hora por Lea Bridge, Holloway y Leashaw. Conecta la parroquia con Matlock, Belper, Ripley y Alfreton.

## Dethick
Es el más pequeño de los asentamientos que integran esta parroquia civil, pero el que posee más rica historia. Debe su nombre a la familia Dethick, cuyos orígenes han sido rastreados hasta 1228 y que incluso pudieron haberse establecido en la zona antes de ese año. La familia Babington de Dethick Manor es la más destacada de las asociadas con Dethick. Uno de sus miembros, Anthony Babington, fue ejecutado por liderar una conspiración, conocida como complot de Babington, para rescatar a María I de Escocia de la prisión a la que fue sometida por su prima, la reina Isabel I de Inglaterra.
Existe una pequeña parroquia anglicana, dedicada a San Juan Bautista. Su piedra fundamental se colocó en 1220 y se le agregó una torre en 1535.

## Holloway
Es el mayor de los asentamientos. Tiene una tienda que aprovisiona a la parroquia, Mayfield Stores, una sala de cirugía y atención médica, una capilla metodista, un pub («The Yew Tree», cerrado en 2008), una carnicería y una pequeña galería de arte: «The Little London Gallery». El área al sudeste de la villa es conocida como Leashaw y la zona de viviendas desperdigadas entre las colinas al este como Upper Holloway. 
En Leashaw está Lea Hurst, la residencia construida como casa de veraneo por la familia Nightingale.
En 1784 Peter Nightingale, padre de Florence, construyó una fábrica procesadora de algodón que fue operada por la familia hasta 1812, cuando fue arrendado por la familia Smedley. Al año siguiente lo compraron y en 1818 John Smedley transfirió el negocio a Lea y lo reconvirtió de hilado de algodón a tratamiento lana fina, pasando a llamarse Lea Mills. En 1853 fundó el complejo de hidroterapia Smedley's Hydro en Matlock.
La escritora Alison Uttley (1884-1976) fue educada en la escuela Lea, en Holloway. Varios escenarios de la parroquia sirvieron de inspiración para su obra.

## Lea
Lea está ubicado al norte de Holloway y es el segundo asentamiento de la parroquia en población. A diferencia de Dethick y Holloway, es mencionado brevemente en el libro Domesday como Lede. Perteneció a Ralph FitzHubert quien también era propietario de otras residencias señoriales que le fueron concedidas por Guillermo el Conquistador. Además de Lea, sus propiedades también incluían tierras en Eckington, Barlborough, Whitwell, Stretton, Ashover, Newton, Crich, Ingleby, Stoney Middleton, Wirksworth y Hathersage. Cuenta con un centro de actividades juveniles llamado «Lea Green», el pub «Jug & Glass» y un pequeño parque con equipamiento para los jóvenes de la parroquia.

## Lea Bridge
Lea Bridge es el asentamiento ubicado más al sur en la parroquia, en un valle al oeste de Holloway y al sudeste de Lea. Se formó con la construcción de casas para los trabajadores de la industria textil de la zona. Su ubicación era ideal para la instalación de fábricas textiles debido a la fuente de energía que representa el caudaloso Lea Brook, que atraviesa el valle y desemboca en el río Derwent. La única fábrica que continúa operando es Smedleys, dedicada a la producción de ropa de calidad.

## Puntos de interés
Los principales puntos de interés de la parroquia son:
- The Coach House, en Lea: un conjunto de edificaciones destinadas a la producción agrícola, que fueron reconvertidas en heladería, tienda de regalos, restaurante, salones de té, etc. También ofrecen alojamiento.
- Jardines de Lea (o «Lea Rhododendron Gardens» por su gran colección de rododendros, entre otras especies): un jardín al aire libre y abierto al público en verano.
- La histórica fábrica textil John Smedley: cuenta con una tienda de venta de sus productos.